# سكوت وايت (مسير رياضي)
سكوت وايت هو مسير رياضي كندي، ولد في 15 مارس 1968 في أورمستاون في كندا.

## وصلات خارجية
- سكوت وايت على موقع دوري الهوكي الوطني (الإنجليزية)
- سكوت وايت على موقع EliteProspects.com (الإنجليزية)
- سكوت وايت على موقع HockeyDB.com (الإنجليزية)